# جان إيفان جليستا بوركينيي

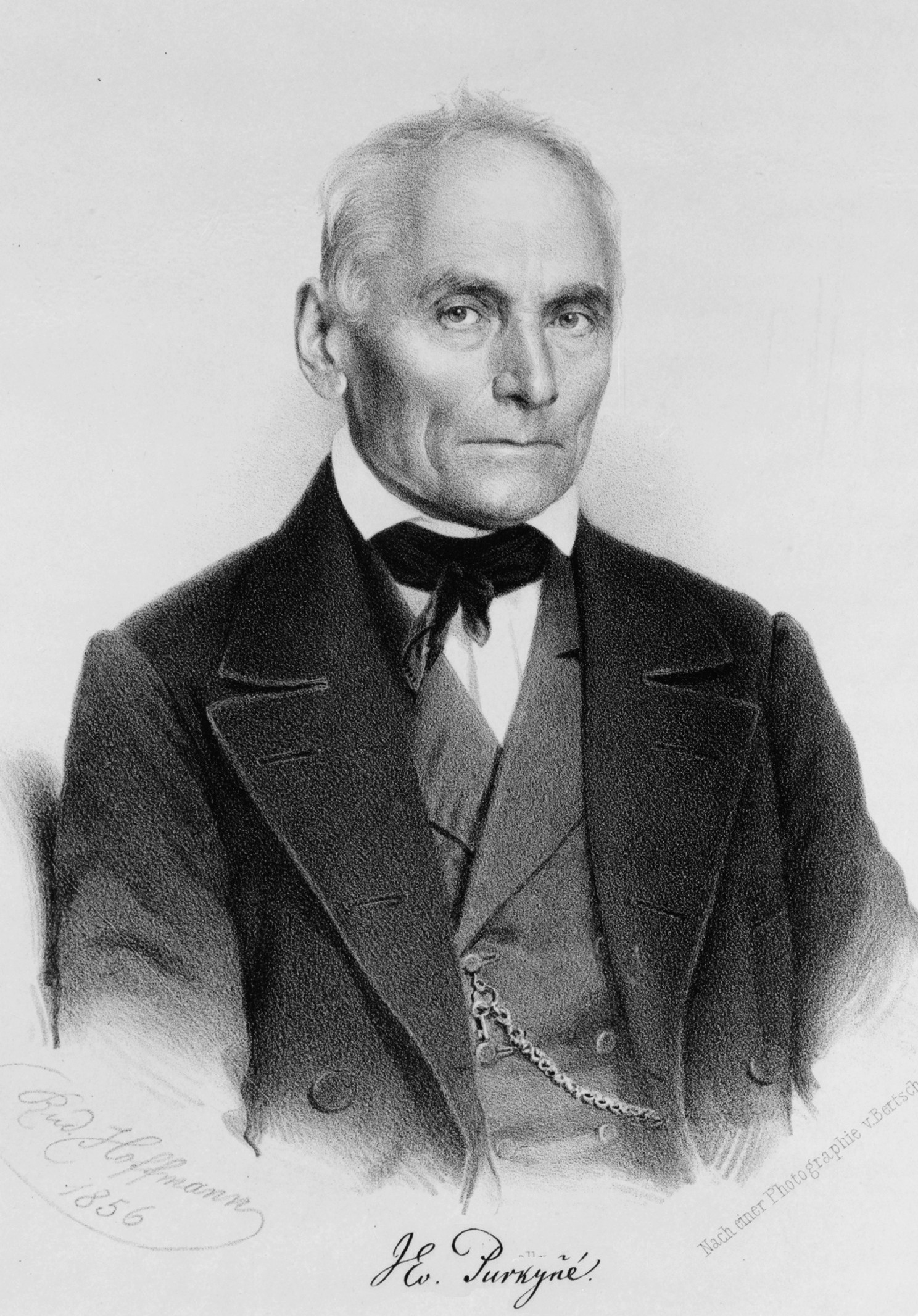
جون إيفان جليستا بركينيي في عام 1856

جون إيفان جليستا بركينيي (17 ديسمبر 1787 - 28 يوليو 1869) كان عالم تشريح ووظائف أعضاء تشيكيا. كان واحدا من العلماء الأكثر شهرة في عصره. وكان ابنه كاريل بركينيي رساما. دفن بركينيي في المقبرة الوطنية التشيكية في براغ، جمهورية التشيك.

## سيرته الذاتية
ولد بركينيي في بوهيميا (التي كانت جزءا من النظام الملكي النمساوي، والآن الجمهورية التشيكية). في 1818 تخرج من جامعة تشارلز في براغ حاصلا على شهادة في الطب، حيث تم تعيينه أستاذ علم وظائف الأعضاء. اكتشف «تأثير بركينيي» حيث مع انخفاض شدة الضوء، تتلاشي الأجسام الحمراء أسرع من الأجسام الزرقاء التي لها نفس درجة السطوع. أنشأ بركينيي أول قسم لعلم وظائف الأعضاء في العالم في جامعة بريسلاو في بروسيا (الآن فروتسلاو، بولندا) عام 1839 وأنشا أول مختبر وظائف أعضاء رسمي في العالم في عام 1842.
اشتهر بركينيي باكتشافه عام 1837 لـ «خلايا بركينيي» وهي خلايا عصبية كبيرة لها العديد من التفرعات توجد في المخيخ. كما اكتشف في عام 1839 «ألياف بركينيي» وهي الأنسجة الليفية التي تحمل نبضات كهربائية من العقدة الأذينية البطينية إلى جميع أجزاء البطينين في القلب. اكتشف أيضا «صور بركينيي» وهي انعكاسات الأجسام من أجزاء العين. استخدم بركينيي لأول مرة مصطلح البلازما للتعبير عن مكونات الدم المتبقية بعد إزالة خلايا الدم، وبروتوبلازم وهي المادة موجودة داخل الخلايا.
كان بركينيي أول من استخدم المشراح لصنع شرائح رقيقة من الأنسجة للفحص المجهري. ووصف آثار الأفيون، والكافور، ونبات ست الحسن وزيت التربنتين على الإنسان في عام 1829. اكتشف بركينيي الغدد العرقية في عام 1833.

## روابط خارجية
- جان إيفان جليستا بركينيي على موقع الموسوعة البريطانية (الإنجليزية)